# Trigonopterus yoda
Trigonopterus yoda — вид жуків родини довгоновиків (Curculionidae). Описаний у 2019 році.

## Поширення
Ендемік індонезійського острова Сулавесі.

## Назва
Вид названо на честь джедая Йоди — персонажа всесвіту Зоряних воєн.